# Eupithecia cerussaria
Eupithecia cerussaria là một loài bướm đêm trong họ Geometridae.